# Opiołek nochal
Opiołek nochal (Stephanocleonus hollbergii) – gatunek chrząszcza z rodziny ryjkowcowatych.

## Taksonomia
Wcześniej znany jako Coniocleonus hollbergii lub Coniocleonus glaucus.

## Zasięg występowania
Europa i Azja. W Europie notowany w Austrii, Belgii, Bośni i Hercegowinie, Bułgarii, Czechach, Danii, Finlandii, we Francji ( w tym na Korsyce), w Hiszpanii, Holandii, Niemczech, Norwegii, Polsce, Rosji, Rumunii, na Słowacji, w Szwajcarii, Szwecji, Wielkiej Brytanii, oraz we Włoszech). Poza tym występuje we wsch. Palearktyce (zach. Syberia).
W Polsce występuje pospolicie.

## Budowa ciała
Osiąga 10-12,5 mm długości. Ryjek dość długi, szeroki. Przedplecze grubo, lecz rzadko i nieregularnie punktowane.
Ubarwienie zmienne - brązowe do czarnego, pstrokate. Ciało pokryte w mniejszym lub większym stopniu szarymi włoskami.

## Biologia i ekologia

### Tryb życia i biotop
Preferuje tereny piaszczyste. Spotykany w jasnych lasach iglastych, mieszanych i liściastych (chętnie w sosnowych młodnikach), na nieużytkach, wydmach i wrzosowiskach. Imago aktywne nocą, w dzień uktrywają się w ściółce, glebie, kępach trawy, pod kamieniami lub wśród korzeni. Spotykany od kwietnia do października.

### Odżywianie
Larwy żerują na korzeniach sosny.